# The Italian Job (película de 2003)
The Italian Job (The Italian Job en España y La estafa maestra en Hispanoamérica) es una película dirigida por F. Gary Gray, estrenada en 2003 y protagonizada por Mark Wahlberg, Jason Statham, Charlize Theron, Edward Norton, Seth Green, Mos Def y Donald Sutherland. Es un remake de la película de 1969 The Italian Job protagonizada por Michael Caine.

## Sinopsis
John Bridger (Donald Sutherland) habla con su hija Stella (Charlize Theron) por teléfono para anunciarle que ese sería su último robo. Más tarde John queda con el planificador, Charlie (Mark Wahlberg), para hablar sobre el robo. Ambos son buenos amigos y se tienen un gran respeto.
El grupo encabezado por Charlie estaba formado por el infiltrado Steve (Edward Norton), el genio de la informática Lyle (Seth Green), Rob (Jason Statham) como conductor, Oído izquierdo (Mos Def) el experto en explosivos y John, que era el encargado de reventar la caja fuerte. El plan era perfecto, por lo que el robo en Venecia fue como se esperaba y la euforia invade a todos los presentes durante un corto periodo de tiempo. Entonces se dan cuenta de que uno de los miembros del grupo, Steve, ha traicionado al resto para quedarse él solo con el oro, lo que termina con la muerte de John.
Tiempo después el grupo localiza a Steve en Los Ángeles, y con Charlie al mando deciden jugarle el mismo juego, por lo que recurren a Stella, la hija de John, para dar un golpe que les haga recuperar el dinero perdido y de paso vengarse por la muerte de John.

## Reparto
- Mark Wahlberg como Charlie Croker.
- Jason Statham como Handsome Rob.
- Charlize Theron como Stella Bridger.
- Edward Norton como Steve.
- Donald Sutherland como John Bridger.
- Seth Green como Lyle.
- Mos Def como Gilligan.
- Franky G como Wrench.
- Boris Lee Krutonog como Yevhen.
- Olek Krupa como Mashkov.

## Estrenos
| País                                                                          | Fecha de estreno                   |
| ----------------------------------------------------------------------------- | ---------------------------------- |
| Alemania                                                                      | Jueves 13 de noviembre de 2003     |
| Argentina                                                                     | Jueves 9 de octubre de 2003        |
| Australia                                                                     | Jueves 21 de agosto de 2003        |
| Austria                                                                       | Viernes 14 de noviembre de 2003    |
| Bélgica                                                                       | Miércoles 17 de septiembre de 2003 |
| Belice · Costa Rica · El Salvador · Guatemala · Honduras · Nicaragua · Panamá | Viernes 26 de septiembre de 2003   |
| Brasil                                                                        | Viernes 3 de octubre de 2003       |
| Bulgaria                                                                      | Viernes 19 de septiembre de 2003   |
| Chile                                                                         | Jueves 9 de octubre de 2003        |
| Chipre                                                                        | Viernes 31 de octubre de 2003      |
| Colombia                                                                      | Viernes 10 de octubre de 2003      |
| Corea del Sur                                                                 | Jueves 2 de octubre de 2003        |
| Croacia                                                                       | Jueves 11 de diciembre de 2003     |
| Dinamarca                                                                     | Viernes 8 de agosto de 2003        |
| Ecuador                                                                       | Viernes 5 de diciembre de 2003     |
| Egipto                                                                        | Miércoles 31 de diciembre de 2003  |
| Emiratos Árabes Unidos                                                        | Miércoles 3 de septiembre de 2003  |
| Eslovenia                                                                     | Jueves 18 de septiembre de 2003    |
| España                                                                        | Viernes 26 de septiembre de 2003   |
| Estados Unidos · Canadá                                                       | Viernes 30 de mayo de 2003         |
| Estonia                                                                       | Viernes 21 de noviembre de 2003    |
| Filipinas                                                                     | Miércoles 20 de agosto de 2003     |
| Finlandia                                                                     | Viernes 19 de septiembre de 2003   |
| Francia                                                                       | Miércoles 17 de septiembre de 2003 |

| País                         | Fecha de estreno                   |
| ---------------------------- | ---------------------------------- |
| Grecia                       | Viernes 24 de octubre de 2003      |
| Hong Kong                    | Jueves 4 de septiembre de 2003     |
| Hungría                      | Jueves 9 de octubre de 2003        |
| India                        | Viernes 3 de octubre de 2003       |
| Indonesia                    | Miércoles 24 de septiembre de 2003 |
| Islandia                     | Viernes 5 de septiembre de 2003    |
| Israel                       | Jueves 4 de septiembre de 2003     |
| Italia                       | Viernes 11 de julio de 2003        |
| Japón                        | Sábado 21 de junio de 2003         |
| Kenia                        | Viernes 3 de octubre de 2003       |
| Letonia                      | Viernes 14 de noviembre de 2003    |
| Líbano                       | Jueves 9 de octubre de 2003        |
| Lituania                     | Viernes 21 de noviembre de 2003    |
| Malasia                      | Jueves 4 de septiembre de 2003     |
| México                       | Viernes 22 de agosto de 2003       |
| Noruega                      | Viernes 5 de septiembre de 2003    |
| Nueva Zelanda                | Jueves 14 de agosto de 2003        |
| Países Bajos                 | Jueves 4 de septiembre de 2003     |
| Perú                         | Jueves 11 de septiembre de 2003    |
| Polonia                      | Viernes 26 de septiembre de 2003   |
| Portugal                     | Viernes 26 de septiembre de 2003   |
| Reino Unido Irlanda          | Viernes 19 de septiembre de 2003   |
| República Checa · Eslovaquia | Jueves 11 de septiembre de 2003    |
| República Dominicana         | Jueves 14 de agosto de 2003        |
| Rumania                      | Viernes 19 de septiembre de 2003   |
| Rusia                        | Jueves 18 de septiembre de 2003    |
| Singapur                     | Jueves 18 de septiembre de 2003    |
| Sudáfrica                    | Viernes 17 de octubre de 2003      |
| Suecia                       | Viernes 19 de septiembre de 2003   |
| Suiza                        | Miércoles 17 de septiembre de 2003 |
| Tailandia                    | Viernes 12 de septiembre de 2003   |
| Taiwán                       | Sábado 20 de septiembre de 2003    |
| Turquía                      | Viernes 19 de septiembre de 2003   |
| Ucrania                      | Jueves 11 de septiembre de 2003    |
| Uruguay                      | Jueves 1 de enero de 2004          |
| Venezuela                    | Miércoles 8 de octubre de 2003     |